# Afganistán en los Juegos Paralímpicos de Londres 2012
Afganistán estuvo representado en los Juegos Paralímpicos de Londres 2012 por un deportista masculino. El equipo paralímpico afgano no obtuvo ninguna medalla en estos Juegos.